# Bezirk Hermagor
Der Bezirk Hermagor ist ein politischer Bezirk des österreichischen Bundeslands Kärnten.

## Angehörige Gemeinden
Der Bezirk Hermagor umfasst sieben Gemeinden, darunter die Stadt Hermagor-Pressegger See  und zwei Marktgemeinden.

Die Einwohnerzahlen stammen vom 1. Jänner 2025.
| Gemeinde                | slowenisch             | Lage | Ew    | km²    | Ew / km² | Gerichtsbezirk | Region                     | Typ             | Metadaten         |
| ----------------------- | ---------------------- | ---- | ----- | ------ | -------- | -------------- | -------------------------- | --------------- | ----------------- |
| Dellach                 | Dole                   |      | 1.185 | 36,53  | 32       | Hermagor       | Gailtal                    | Gemeinde        | Gem.Kennz.: 20302 |
| Gitschtal               | Višprijska dolina      |      | 1.228 | 56,50  | 22       | Hermagor       | Seitental des Gailtales    | Gemeinde        | Gem.Kennz.: 20320 |
| Hermagor-Pressegger See | Šmohor-Preseško jezero |      | 6.905 | 204,82 | 34       | Hermagor       | Gailtal                    | Gemeinde        | Gem.Kennz.: 20305 |
| Kirchbach               | Cirkno                 |      | 2.478 | 99,03  | 25       | Hermagor       | Gailtal                    | Markt- gemeinde | Gem.Kennz.: 20306 |
| Kötschach-Mauthen       | Koče-Muta              |      | 3.320 | 154,14 | 22       | Hermagor       | Übergang Gailtal-Lesachtal | Markt- gemeinde | Gem.Kennz.: 20307 |
| Lesachtal               | Lesna dolina           |      | 1.274 | 190,75 | 6,7      | Hermagor       |                            | Gemeinde        | Gem.Kennz.: 20321 |
| St. Stefan im Gailtal   | Štefan na Zilji        |      | 1.551 | 66,38  | 23       | Hermagor       | Unteres Gailtal            | Gemeinde        | Gem.Kennz.: 20316 |

## Bevölkerungsentwicklung

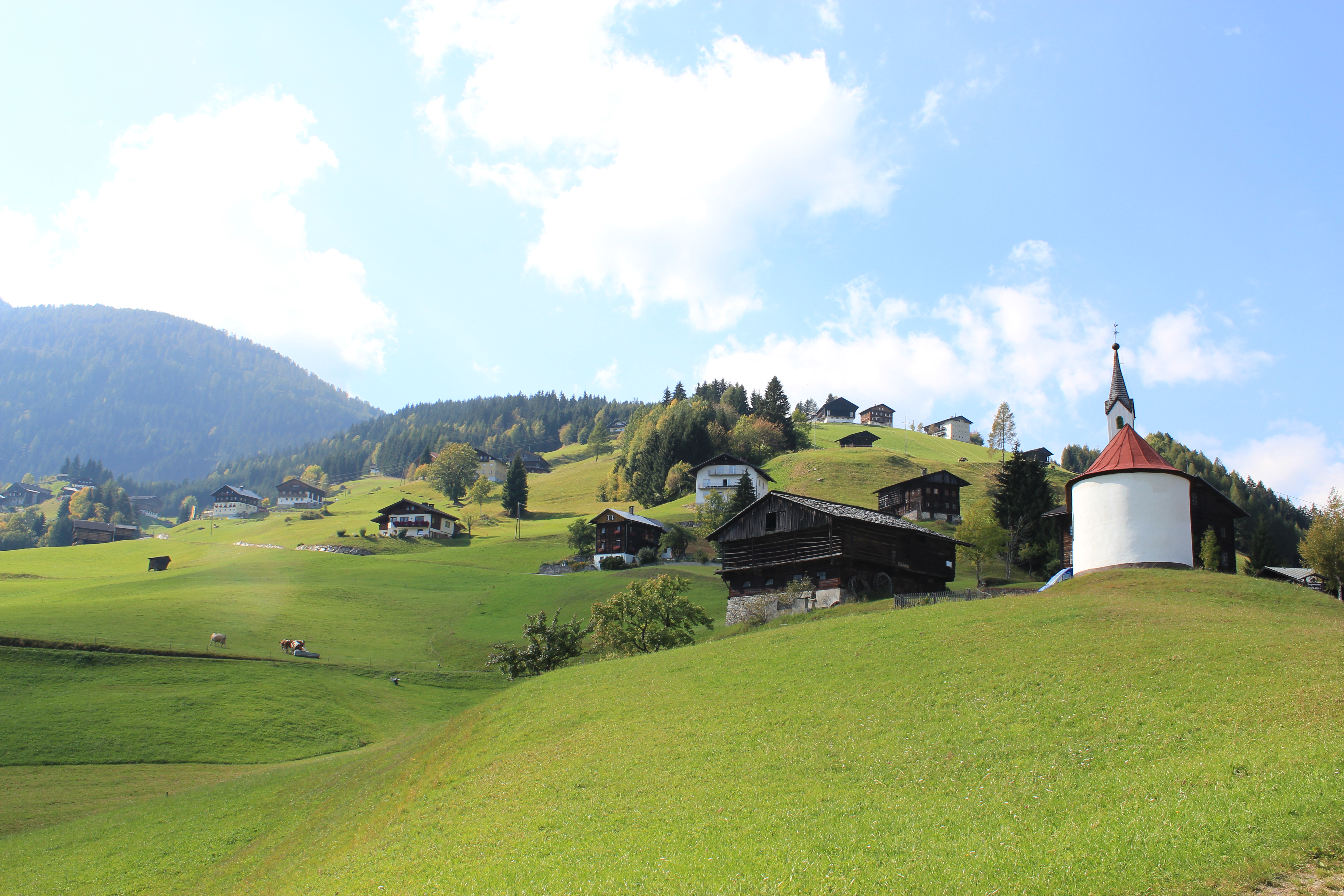
Malerisches Lesachtal

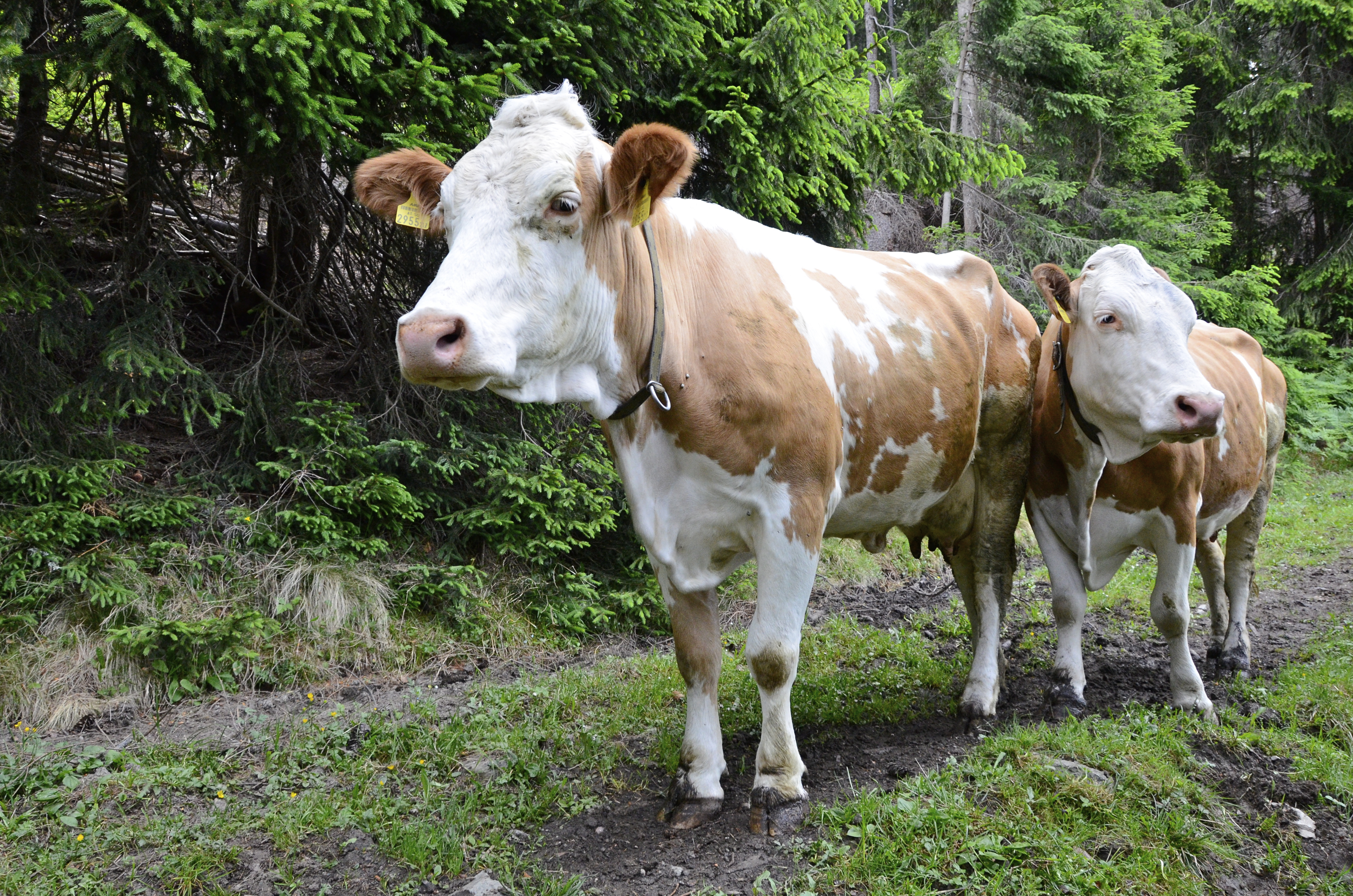
Fleckvieh im Lesachtal

Derzeit hat der Bezirk Hermagor 17.941 Einwohner (Stand 1. Jänner 2025). Das ist eine Abnahme von über 2.000 Einwohnern seit 1991. Im Lesachtal, dem westlichen Teil des Bezirkes, ist der Bevölkerungsrückgang am stärksten. Hier ging die Bevölkerungszahl in den letzten 14 Jahren um mehr als 12 % zurück. Dieser Trend wird sich voraussichtlich fortsetzen, da die Geburtenrate sinkt und viele Junge aus beruflichen Gründen abwandern.
Während das Durchschnittseinkommen verglichen mit Österreich und Kärnten deutlich unter deren Schnitt liegt, bleibt die Arbeitslosenquote sehr niedrig. Der Bezirk Hermagor hat die niedrigste Arbeitslosenquote von ganz Kärnten. Vor allem die Langzeitarbeitslosigkeit ist beinahe null, dagegen sinkt die Jugendarbeitslosigkeit entgegen dem Landestrend nur leicht:
| Die zur Anzeige dieser Grafik verwendete Erweiterung wurde dauerhaft deaktiviert. Wir arbeiten aktuell daran, diese und weitere betroffene Grafiken auf ein neues Format umzustellen. (Mehr dazu) | Die zur Anzeige dieser Grafik verwendete Erweiterung wurde dauerhaft deaktiviert. Wir arbeiten aktuell daran, diese und weitere betroffene Grafiken auf ein neues Format umzustellen. (Mehr dazu) |

| Die zur Anzeige dieser Grafik verwendete Erweiterung wurde dauerhaft deaktiviert. Wir arbeiten aktuell daran, diese und weitere betroffene Grafiken auf ein neues Format umzustellen. (Mehr dazu) | Die zur Anzeige dieser Grafik verwendete Erweiterung wurde dauerhaft deaktiviert. Wir arbeiten aktuell daran, diese und weitere betroffene Grafiken auf ein neues Format umzustellen. (Mehr dazu) |

## Wirtschaft
Die Wirtschaft des Bezirks Hermagor hat einen stark ausgeprägten Dienstleistungssektor, der vor allem vom Fremdenverkehr bestimmt wird. Mit dem Nassfeld befindet sich das größte Schigebiet Kärntens im Bezirk. Der Karnische Höhenweg ist einer der bekanntesten alpinen Wanderwege. Einen starken Impuls im Sommer bringt das Gailtaler Speckfest, das jährlich an einem Wochenende im Juni stattfindet.
Ein weiterer Schwerpunkt ist die Holzveredelung. Basierend auf dem Holzreichtum bildeten sich erst Sägewerke, dann auch Hackschnitzelanlagen und Fernwärmenetze.

### Wirtschaftsstruktur
Der Anteil der Bevölkerung in der Land- und Forstwirtschaft ist in Hermagor mit 0,3 % unter dem Kärntner Schnitt von 0,9 % (Werte von 2017). Produktionssektor und Dienstleistungssektor insgesamt entsprechen weitgehend dem Kärntner Schnitt. Bei der Aufgliederung der Dienstleistungen zeigt sich die Stärke des Fremdenverkehrs mit dem hohen Anteil im Bereich „Beherbergung und Gastronomie“:

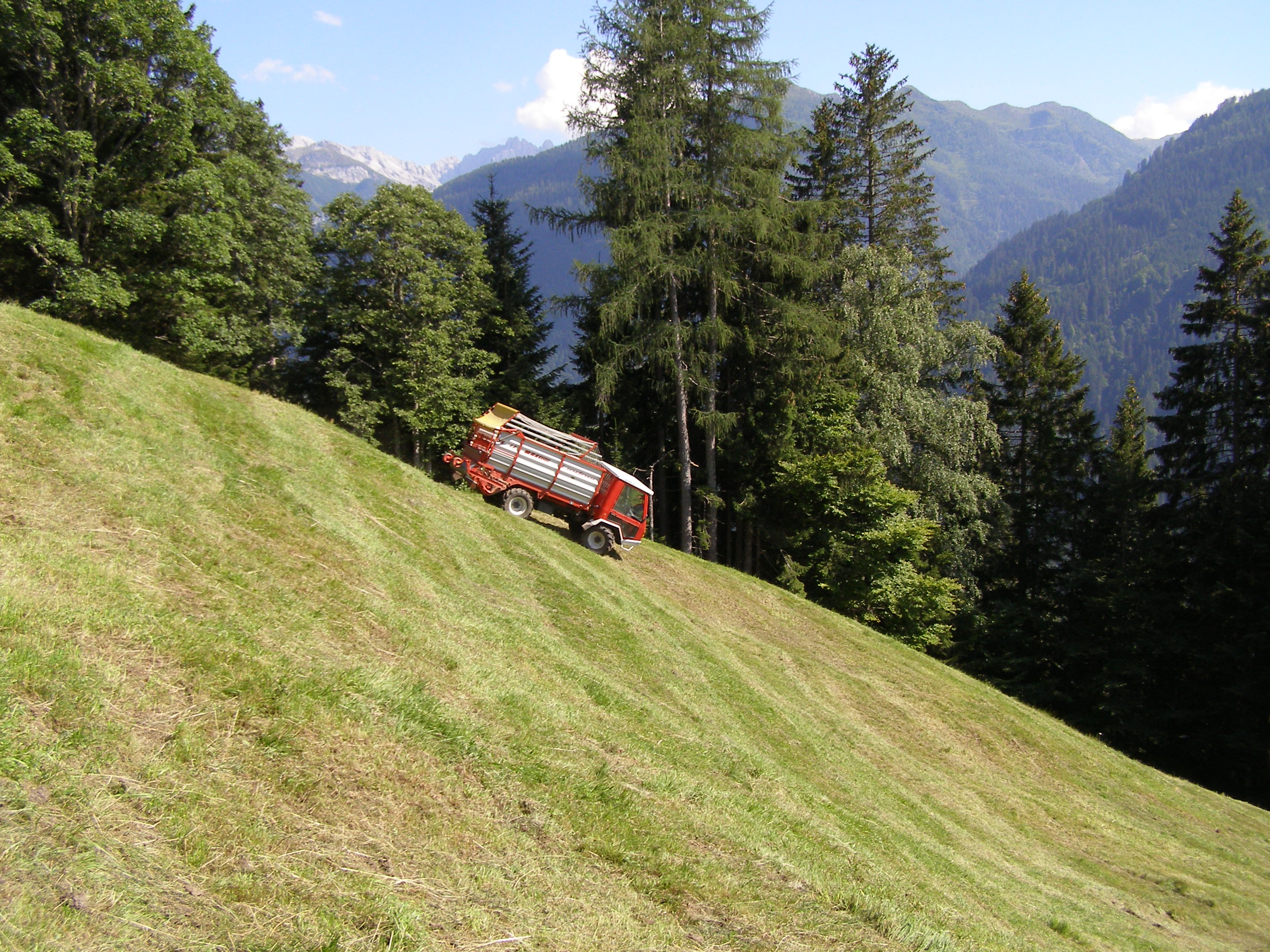
Heuernte im Lesachtal

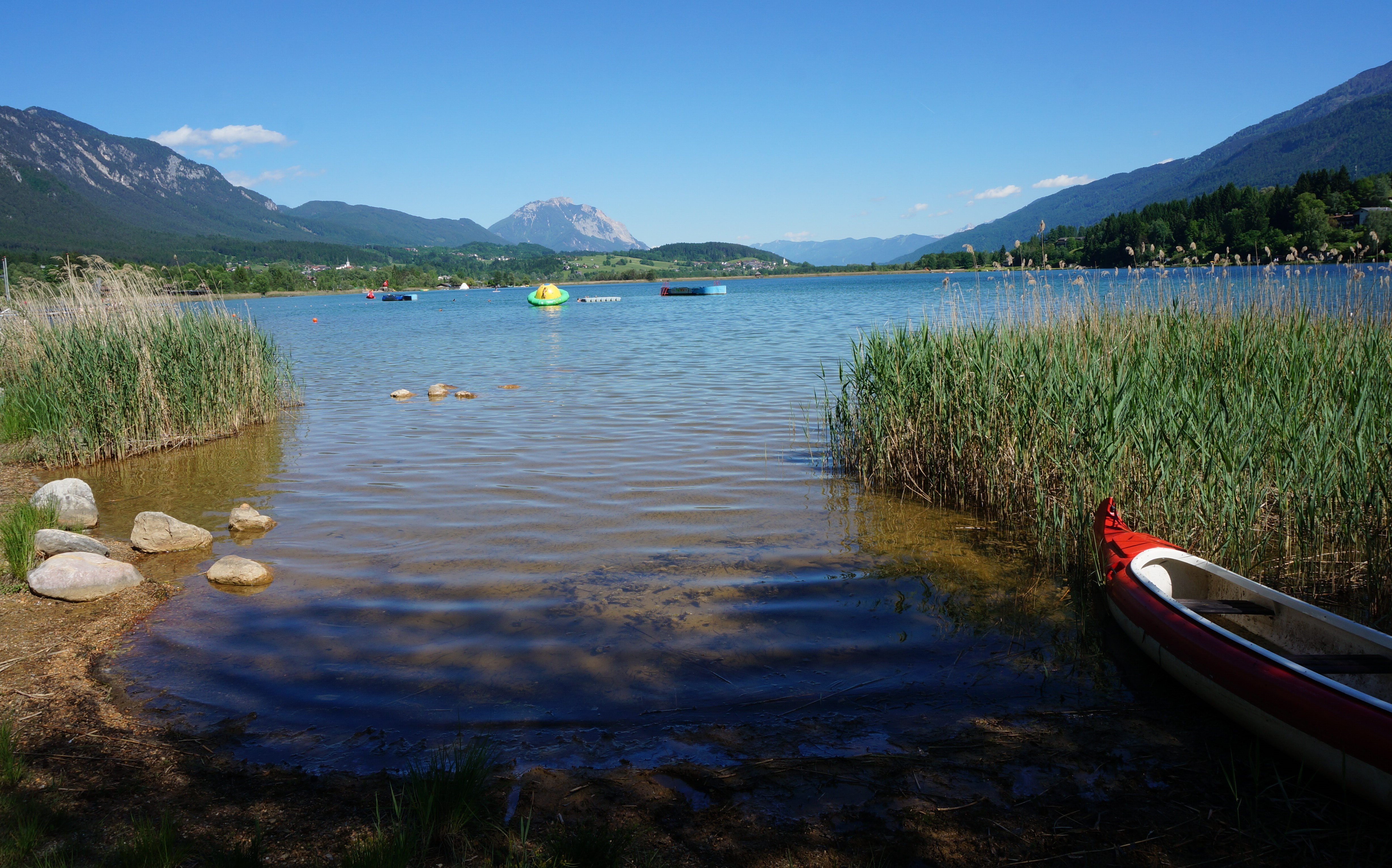
Badesee Pressegger See

Aufgliederung der Dienstleistung in Prozent

### Land- und Forstwirtschaft
Die geringe Bedeutung der Landwirtschaft lässt sich auch aus dem Rinderbestand ablesen: Nur 9.836 der 188.330 Rinder von Kärnten leben im Bezirk Hermagor. Das sind knapp 5 % des Kärntner Rinderbestandes bei 8,5 % Flächenanteil.
Die Forstwirtschaft ist wie in allen Kärntner Bezirken ein wichtiger Faktor, speziell der Verkauf von Nadelholz. Im Jahr 2017 wurden 233.000 Festmeter Holz verkauft, davon 92 % Nadelholz.

### Industrie / Verarbeitendes Gewerbe, Herstellung von Waren

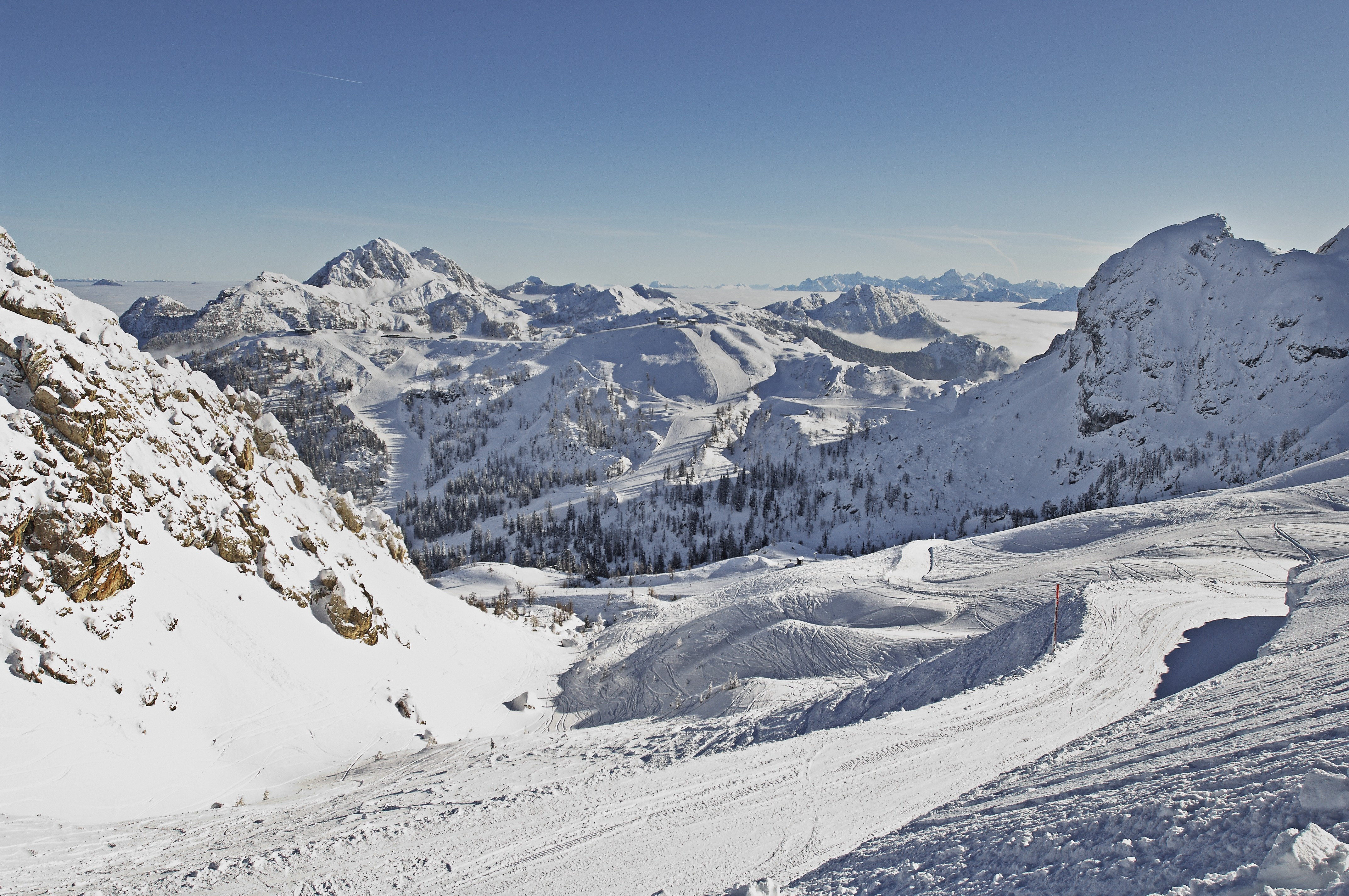
Skigebiet Nassfeld

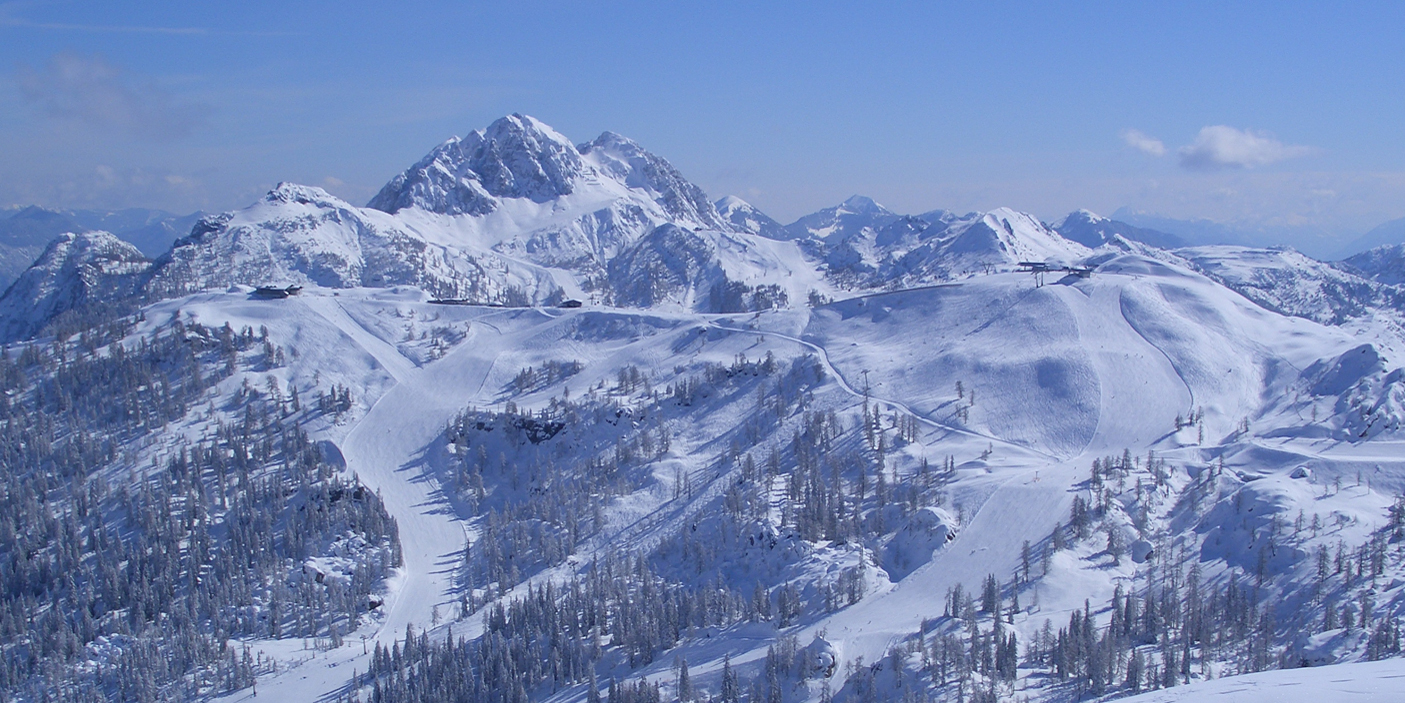
Panorama Skigebiet Nassfeld

Die Top-4-Industriebetriebe im Bezirk Hermagor sind (Stand 2017):
- Eco Wärmeaustauschergesellschaft mbH (ECOPOWERTEC) in Kötschach-Mauthen: Die Firma beschäftigt sich hauptsächlich mit der Herstellung von Kollektoren und Wärmetauschern.
- Seiwald Bau GmbH in Kötschach-Mauthen: Ein seit 1935 bestehendes Bauunternehmen im Hoch- und Tiefbau mit Baustoffhandel.
- A. Zoppoth Haustechnik Gesellschaft in Gundersheim: Die Firma installiert Heizungsanlagen, Sanitäreinrichtungen, Bäder und Solaranlagen und hat Niederlassungen in Villach, Klagenfurt und Wien.
- Kelag Kärntner Elektrizitäts AG in Hermagor: Die Kelag ist Betreiber von Wasserkraftwerken und der wichtigste Energiedienstleister in Kärnten mit der Zentrale in Klagenfurt.

Weitere Firmen im Bezirk beschäftigen sich vor allem mit der Verarbeitung von Holz.
Die meisten Betriebe befinden sich in der Stadt Hermagor und den beiden Marktgemeinden Kötschach-Mauthen und Kirchbach:
Anzahl der Betriebe je Gemeinde

### Fremdenverkehr
Der Fremdenverkehr ist der wichtigste Wirtschaftszweig des Bezirkes. Entfallen in Bundesland Kärnten etwa 7 % der Wirtschaftsleistung auf den Tourismus, so sind es im Bezirk Hermagor über 17 %.
Während in Kärnten insgesamt der Sommer-Fremdenverkehr stark dominiert, sind im Bezirk Hermagor die Nächtigungen im Winterhalbjahr vergleichsweise hoch. Dies ist vor allem auf das Schigebiet Nassfeld zurückzuführen, was sich auch in der regionalen Verteilung der Nächtigungen auf die einzelnen Gemeinden zeigt.
Aufteilung der Übernachtungen auf Winter und Sommer im Tourismusjahr 2017:
| Die zur Anzeige dieser Grafik verwendete Erweiterung wurde dauerhaft deaktiviert. Wir arbeiten aktuell daran, diese und weitere betroffene Grafiken auf ein neues Format umzustellen. (Mehr dazu)Hermagor | Die zur Anzeige dieser Grafik verwendete Erweiterung wurde dauerhaft deaktiviert. Wir arbeiten aktuell daran, diese und weitere betroffene Grafiken auf ein neues Format umzustellen. (Mehr dazu)Kärnten |

 Übernachtungen je Gemeinde im Tourismusjahr 2017 (in Tausend)
Die Entwicklung der Nächtigungen liegt über dem Durchschnitt von Kärnten, hat aber einen Einbruch im Jahr 2017:

### Infrastruktur / Verkehr

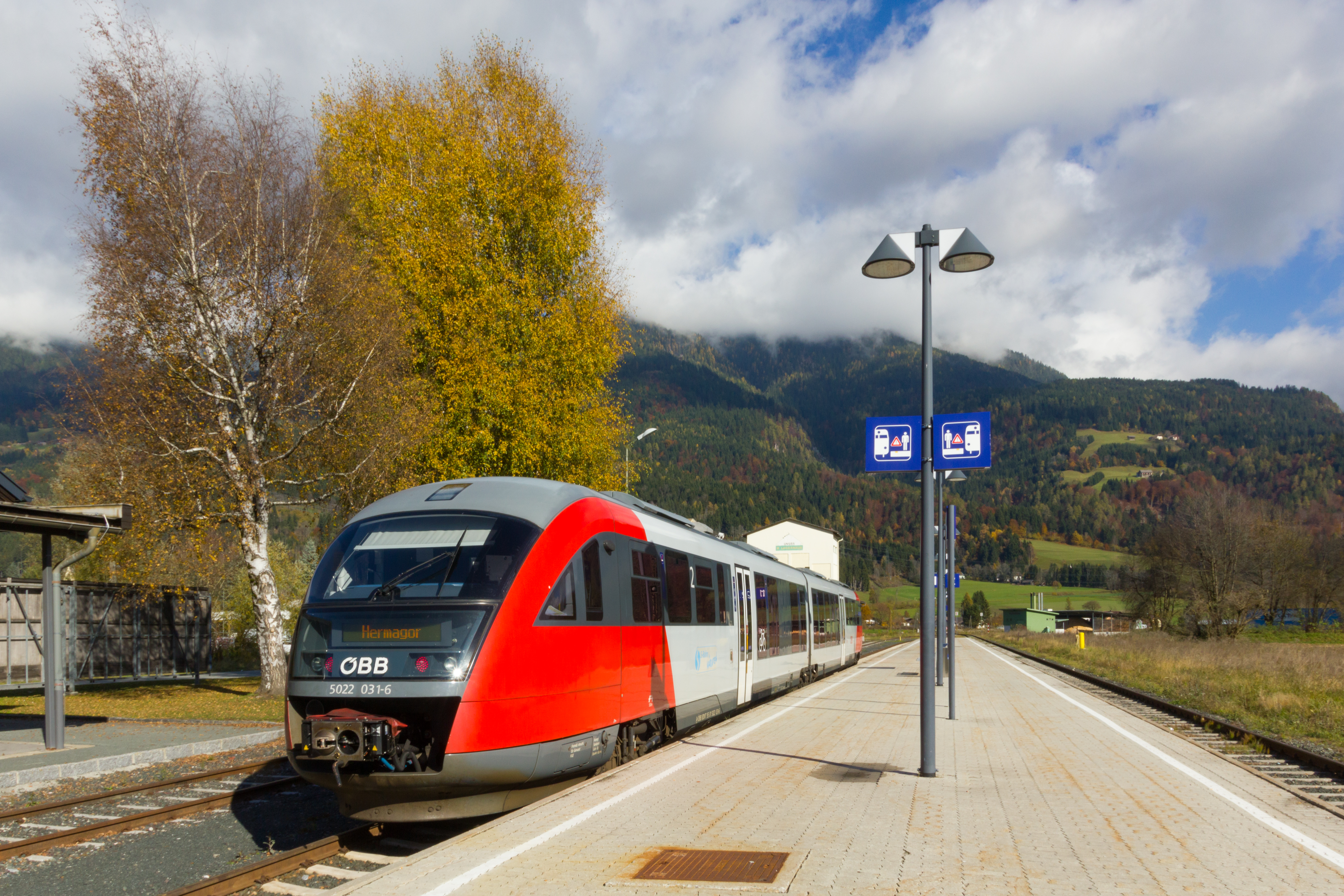
Gailtalbahn im aufgelassenen Bahnhof Kötschach-Mauthen

Es besteht keine direkte Anbindung an das überregionale Verkehrsnetz.
- Eisenbahn: Durch das untere Gailtal von Hermagor nach Osten verbindet die Gailtalbahn die Region mit dem Bahnknoten Villach.
- Straße: Die Südautobahn streift den Bezirk im Osten, die Anschlussstelle Gailtal liegt aber außerhalb der Bezirksgrenzen. Der Bezirk ist in seiner Ost-West-Ausdehnung durch die Gailtal Straße erschlossen, die von Arnoldstein über alle Hauptorte bis zur Landesgrenze bei Maria Luggau nach Osttirol führt. Mit dem Bezirk Spittal an der Drau im Norden gibt es Straßenverbindungen über den Gailbergsattel und den Kreuzbergsattel. Nach Italien gelangt man über die regionalen Grenzübergänge Plöckenpass und Nassfeld.[9]